# Jarryd Cole
Jarryd Cole, né le 12 juillet 1988 à Kansas City au Missouri, est un joueur américain de basket-ball.